# Британский юмор
Британский (или английский) юмор сформировался в условиях относительной стабильности британского общества и несёт в себе сильный элемент сатиры над «абсурдностью повседневной жизни».
Среди тем — классовая система и сексуальные табу; среди стандартных технических приёмов — каламбуры, двусмысленности и интеллектуальные шутки.
Через особенный тонкий британский юмор проходит сильная тема сарказма и самоуничижения, часто при абсолютно невозмутимой подаче (с «каменным лицом»). Юмор может быть использован для того, чтобы спрятать за ним свои истинные эмоции, причём спрятать в такой манере, что людям из другой культурной среды так шутящий человек может показаться безразличным и бессердечным. Шутят по любому поводу, и почти ни одна тема не является табу, хотя отсутствие утончённости в шутках часто считается безвкусным. Из тех британских комедийных телесериалов, что отличаются чисто британским юмором, многие добились всемирной популярности и являются важным каналом экспорта британской культуры в мир.